# Just Nuts
Just Nuts er en amerikansk stumfilm fra 1915 af Hal Roach.

## Medvirkende
- Harold Lloyd som Willie Work
- Jane Novak
- Roy Stewart